# كأس الأمير 1978–79
أقيمت قرعة كأس الأمير في موسم 1978/1979 على الشكل التالي :

## الدور التمهيدي
- نادي كاظمة (4) × نادي الساحل الكويتي (2)
- نادي العربي الكويتي (1) × نادي السالمية (0)
- نادي الفحيحيل (3) × نادي الصليبيخات (0)
- نادي التضامن الكويتي (1) × نادي الشهداء (0)
- نادي الشباب الكويتي (3) × نادي اليرموك (1)
- نادي النصر الكويتي (1) × نادي خيطان (0)

## دور الثمانية
- نادي الكويت (1) × نادي العربي الكويتي (0)
- نادي كاظمة (3) × نادي الشباب الكويتي (0)
- نادي الفحيحيل (1) × نادي التضامن الكويتي (0)
- نادي القادسية الكويتي (4) × نادي النصر الكويتي (1)

## الدور قبل النهائي
- نادي كاظمة (2) × نادي الكويت (0)
- نادي القادسية الكويتي (4) × نادي الفحيحيل (0)

## تحديد الثالث والرابع
- نادي الكويت (4) × نادي الفحيحيل (1)

## النهائي
لعبت المباراة النهائية في 18 مايو 1979 التي حضرها ولي العهد ورئيس مجلس الوزراء في ذلك الوقت الشيخ سعد العبد الله السالم الصباح وجمهور كبير، وبدأ اللقاء بإحراز نادي كاظمة هدفا لناصر الغانم، ولكن خبرة نادي القادسية الكويتي استطاعت حسم الأمور بعد أن سجل فيصل الدخيل هدف التعادل وتبعه جاسم يعقوب بهدف الفوز ليفوز الفريق بكأس الأمير للمرة السادسة في تاريخه ويعادل رقم نادي العربي الكويتي وليعوضوا خسارتهم للدوري الكويتي في نفس الموسم.
- نادي القادسية الكويتي (2) × نادي كاظمة (1)

سجل أهداف القادسية :
- فيصل الدخيل
- جاسم يعقوب

سجل هدف كاظمة :
- ناصر الغانم

## مقتطفات من البطولة
- أول مرة نادي كاظمة يصل إلى نهائي كأس الأمير.
- بلغ عدد الأهداف 40 هدف في 14 مباراة.
- أكثر الفرق تسجيلا هو نادي القادسية الكويتي برصيد 10 أهداف.
- هداف البطولة كان جاسم يعقوب ويوسف سويد من نادي كاظمة برصيد أربعة أهداف.